# Ovovegetarianisme

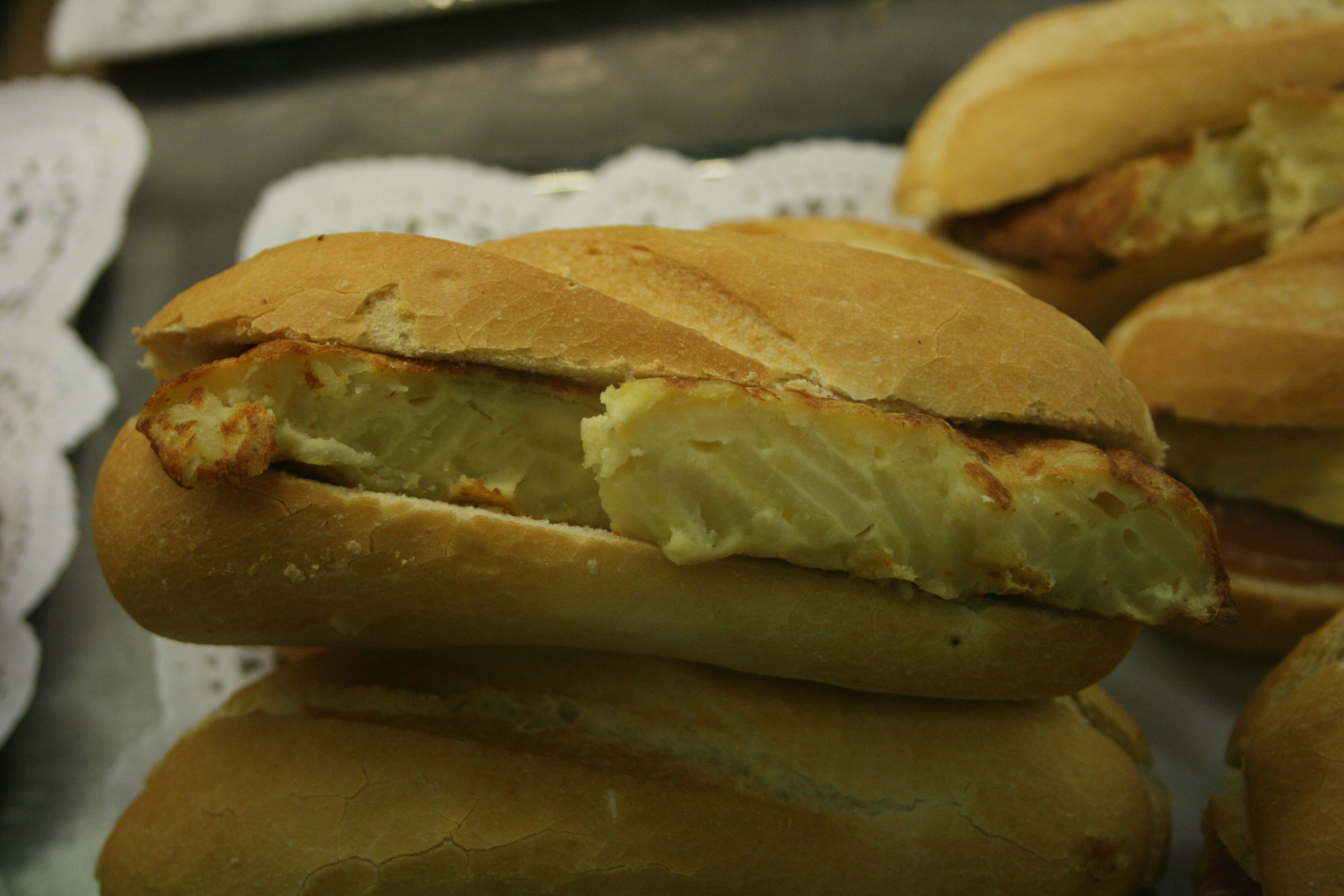
Un ovovegetarià pot menjar una truita de patates amb maionesa, però no un flam ni un gelat, perquè contenen llet animal.

L'ovovegetarianisme és una pràctica alimentària, variant de la dieta vegetariana, en què només es consumeixen ous com a aliment d'origen animal.
La llet animal és relativament fàcil de substituir per llet d'ametlla, de soia, de coco o altres llets vegetals. De fet a la cuina catalana, per exemple, la seva introducció ha estat molt tardana, el baró de Maldà només la prenia literalment com una medecina quan no tenia més remei i els iogurts no varen popularitzar-se fins ben entrar el segle xx, per a introduir-los en aquest mercat es van haver d'ensucrar, afegir gustos de fruites i vendre's primer com a medecina després com a suposat producte saludable indispensable. Les receptes catalanes anteriors al segle XX es feien totes amb llet d'ametlla.
Actualment és fàcil trobar "preparats làctics" que substitueixen la llet de vaca, de vegades venuts com a enriquits amb omega 3 i omega 6, productes fets amb llet de soia i altres alternatives no només pera vegetarians sinó per a intolerància a la lactosa o que, sense ser vegetarians, no volen menjar llet materna d'animals.